# Minamata
Minamata (水俣市?, Minamata-shi) è una città giapponese della prefettura di Kumamoto. Qui è stato diagnosticato per la prima volta l'avvelenamento da mercurio. In particolare la malattia di Minamata è una sindrome neurologica causata da intossicazione cronica da mercurio.

## Clima
| Minamata (1991-2020) Fonte: JMA | Mesi        | Mesi        | Mesi        | Mesi        | Mesi        | Mesi        | Mesi        | Mesi        | Mesi        | Mesi        | Mesi        | Mesi        | Stagioni | Stagioni | Stagioni | Stagioni | Anno    |
| Minamata (1991-2020) Fonte: JMA | Gen         | Feb         | Mar         | Apr         | Mag         | Giu         | Lug         | Ago         | Set         | Ott         | Nov         | Dic         | Inv      | Pri      | Est      | Aut      | Anno    |
| ------------------------------- | ----------- | ----------- | ----------- | ----------- | ----------- | ----------- | ----------- | ----------- | ----------- | ----------- | ----------- | ----------- | -------- | -------- | -------- | -------- | ------- |
| T. max. media (°C)              | 11,0        | 12,4        | 15,7        | 20,6        | 24,9        | 27,2        | 31,1        | 32,3        | 29,2        | 24,2        | 18,8        | 13,4        | 12,3     | 20,4     | 30,2     | 24,1     | 21,7    |
| T. media (°C)                   | 6,8         | 7,8         | 10,9        | 15,3        | 19,6        | 22,9        | 26,7        | 27,4        | 24,3        | 19,1        | 13,9        | 8,8         | 7,8      | 15,3     | 25,7     | 19,1     | 17,0    |
| T. min. media (°C)              | 2,6         | 3,2         | 6,1         | 10,3        | 14,8        | 19,4        | 23,3        | 23,7        | 20,5        | 14,8        | 9,5         | 4,5         | 3,4      | 10,4     | 22,1     | 14,9     | 12,7    |
| T. max. assoluta (°C)           | 22,3 (2017) | 24,3 (2016) | 27,1 (2007) | 29,3 (1998) | 32,6 (2019) | 34,8 (2011) | 36,2 (2014) | 38,1 (2018) | 35,4 (2010) | 32,9 (2016) | 28,2 (1996) | 23,6 (2018) | 24,3     | 32,6     | 38,1     | 35,4     | 38,1    |
| T. min. assoluta (°C)           | −7,4 (2016) | −4,9 (2012) | −2,4 (1984) | −0,4 (1985) | 6,8 (2021)  | 11,3 (1981) | 17,2 (1986) | 17,6 (1981) | 9,0 (1987)  | 3,6 (1997)  | 0,0 (1986)  | −3,2 (1985) | −7,4     | −2,4     | 11,3     | 0,0      | −7,4    |
| Giorni di calura (Tmax ≥ 30 °C) | 0,0         | 0,0         | 0,0         | 0,0         | 0,6         | 4,6         | 22,0        | 26,7        | 12,8        | 0,9         | 0,0         | 0,0         | 0,0      | 0,6      | 53,3     | 13,7     | 67,6    |
| Giorni di gelo (Tmin ≤ 0 °C)    | 6,7         | 5,4         | 1,1         | 0,0         | 0,0         | 0,0         | 0,0         | 0,0         | 0,0         | 0,0         | 0,0         | 2,5         | 14,6     | 1,1      | 0,0      | 0,0      | 15,7    |
| Precipitazioni (mm)             | 71,1        | 94,7        | 130,1       | 143,3       | 187,2       | 463,8       | 410,7       | 232,6       | 212,1       | 97,5        | 98,8        | 80,2        | 246,0    | 460,6    | 1 107,1  | 408,4    | 2 222,1 |
| Giorni di pioggia               | 8,9         | 9,8         | 11,7        | 10,7        | 9,7         | 15,4        | 12,4        | 10,9        | 10,2        | 7,5         | 8,6         | 8,8         | 27,5     | 32,1     | 38,7     | 26,3     | 124,6   |
| Ore di soleggiamento mensili    | 119,5       | 135,6       | 168,2       | 184,9       | 194,8       | 131,2       | 202,3       | 223,4       | 178,3       | 185,1       | 149,0       | 129,3       | 384,4    | 547,9    | 556,9    | 512,4    | 2 001,6 |
| Vento (direzione-m/s)           | E 2,1       | E 2,1       | E 2,1       | E 1,8       | E 1,5       | S 1,3       | S 1,4       | E 1,4       | E 1,6       | E 1,7       | E 1,8       | E 2,1       | 2,1      | 1,8      | 1,4      | 1,7      | 1,7     |